# Leninismo

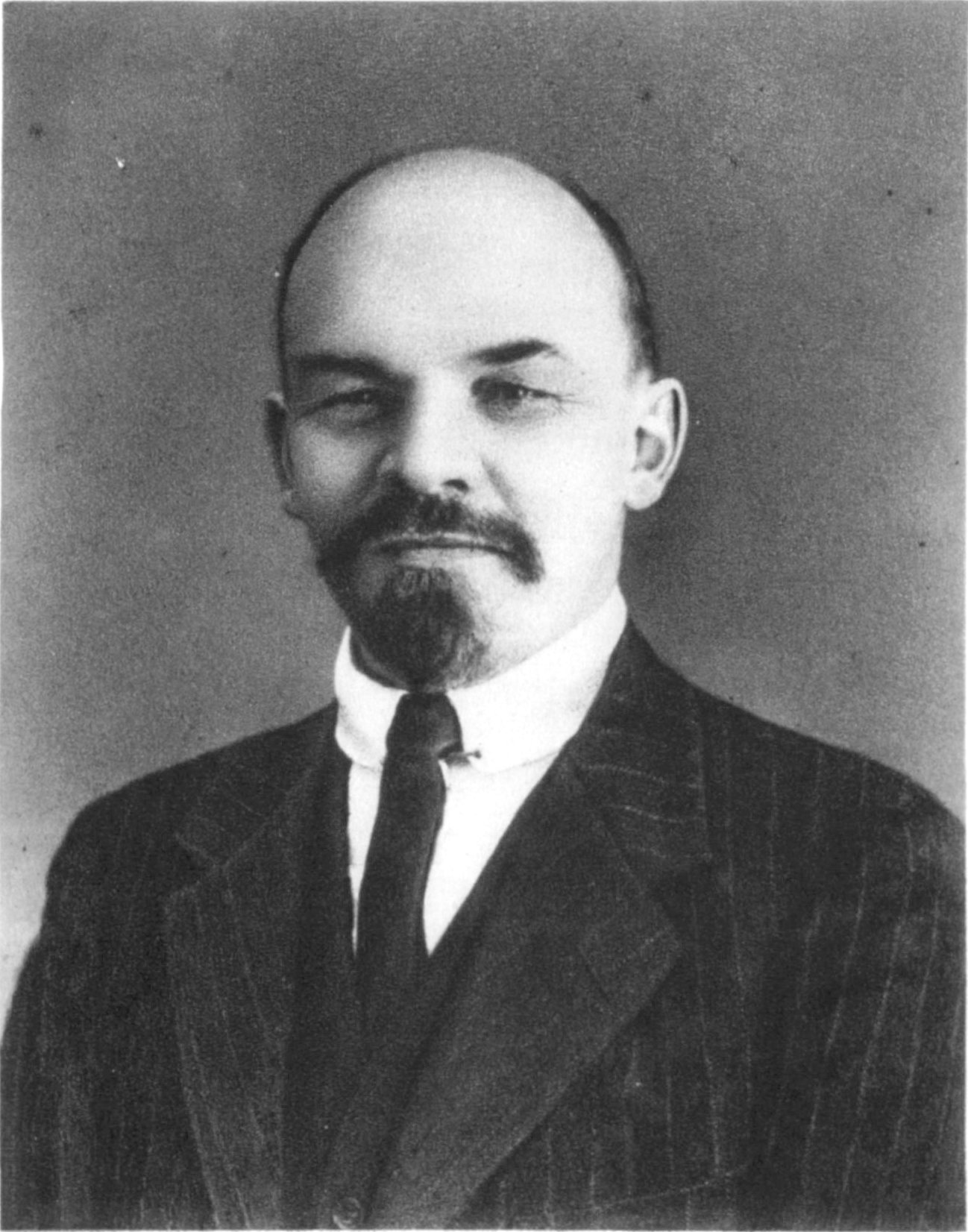
Lenin nel 1916

Il leninismo è una corrente di pensiero politico ed economico (nell'ambito del comunismo) che si inquadra nella tradizione del marxismo. Con questo termine si fa riferimento sostanzialmente alle teorie dell'ideologo e leader bolscevico Vladimir Il'ič Ul'janov detto Lenin, e alla loro messa in pratica durante e dopo la Rivoluzione Russa. La combinazione del marxismo con questa corrente diede vita, secondo i sostenitori di questa, al marxismo-leninismo, sviluppato da Stalin dopo la morte di Lenin nell'intento di legittimare l'operato del Partito Comunista dell'Unione Sovietica e del Comintern, ed in seguito divenuto l'ideologia ufficiale dell'Unione Sovietica. 
La parola "Leninismo" fu usata per la prima volta da Anatolij Vasil'evič Lunačarskij nel 1907 con intento polemico, per indicare lo stile autoritario di Lenin all'interno della corrente bolscevica.

## Pensiero

### Il partito comunista, avanguardia del proletariato

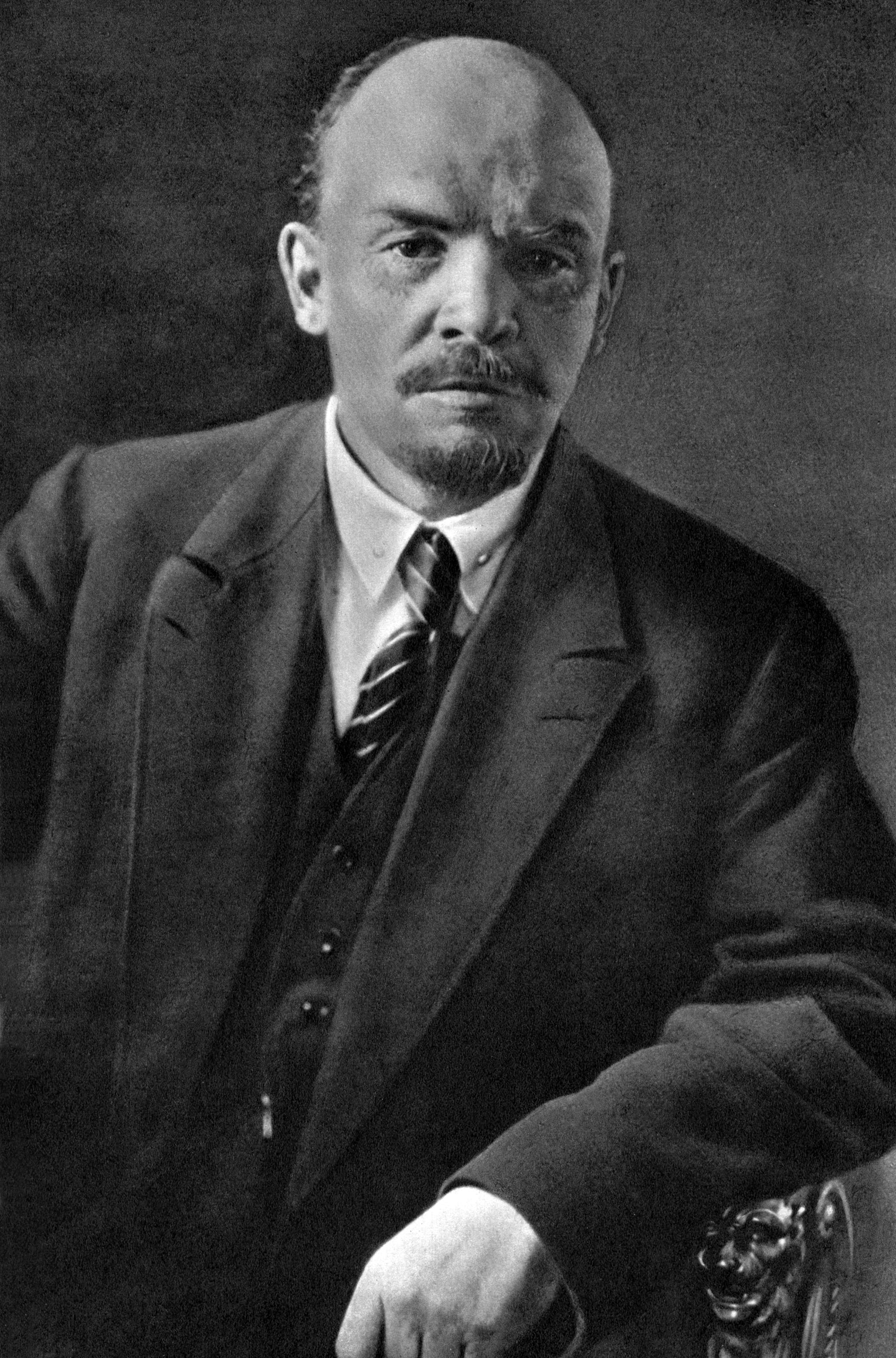
Vladimir Lenin nel 1920

Fondamentale nel pensiero di Lenin è l'idea di partito. Lenin sosteneva che il proletariato potesse aspirare ad una rivoluzione per mezzo degli sforzi di un partito comunista che si assumesse il ruolo di "avanguardia rivoluzionaria". Lenin credeva altresì che un partito del genere potesse portare a termine i propri obiettivi soltanto attraverso una forma di organizzazione disciplinata nota come "centralismo democratico", dove gli esponenti del partito discutono liberamente le varie proposte ma si impegnano a non contestarle una volta sancite. Questo partito avrebbe dovuto essere costituito da militanti di elevato livello politico, alcuni dei quali dediti alla politica a tempo pieno ("rivoluzionari di professione").
Questo partito sarebbe dovuto, secondo Lenin, essere strettamente legato al movimento operaio, intervenendo coscientemente nel movimento sindacale e utilizzando "tutte le forme di lavoro, legale od illegale" (inclusa la partecipazione alle elezioni parlamentari, quando opportuno, la quale tuttavia era per Lenin, in contrasto con gran parte delle socialdemocrazie europee, solo uno dei molti terreni di intervento politico e neppure il più importante) per costituirsi come partito dirigente della classe operaia.

### L'imperialismo, fase suprema del capitalismo
Tuttavia, probabilmente il contributo più originale e di lunga durata di Lenin è la teoria dell'imperialismo. Secondo la teoria leninista dell'imperialismo, all'inizio del XX secolo le grandi potenze capitaliste avendo ormai terminato di spartirsi l'intera superficie del pianeta, avviarono la colonizzazione delle regioni economicamente più arretrate. L'imperialismo moderno rappresentava una nuova (e "suprema") fase del capitalismo, caratterizzata dalla contraddizione tra Paesi coloniali e Paesi imperialisti e dalla creazione nell'ambito di questi ultimi di un blocco di potere politico-economico-militare dato dalla fusione del capitale industriale e finanziario con l'apparato dello Stato.
Una conseguenza di questo stato di cose era la creazione di uno strato di "aristocrazia operaia" nei Paesi più avanzati: un ceto sociale appartenente alla classe operaia, ma di fatto sganciato da essa nelle sue condizioni di esistenza e nella sua coscienza politica, corrotto economicamente attraverso i superprofitti dati dallo sfruttamento dei Paesi poveri, che rappresentava lo zoccolo duro (burocrazia sindacale, dirigenti delle cooperative ecc.) del riformismo. D'altro canto il nuovo assetto imperialistico del capitalismo mondiale, oltre ad accelerare la proletarizzazione delle masse contadine del mondo coloniale, apriva grosse possibilità rivoluzionarie anche nei Paesi arretrati grazie alle lotte di liberazione nazionale che suscitò, creando un'alleanza di fatto tra i popoli oppressi dall'imperialismo e il proletariato rivoluzionario dei Paesi industrializzati.
Questa concezione dell'imperialismo "fase suprema del capitalismo", e l'intuizione delle conseguenze legate al prepararsi dello scoppio della prima guerra mondiale, fecero dire a Lenin che il capitalismo era ormai
(L'imperialismo, fase suprema del capitalismo)

### La rivoluzione in Oriente
Nella visione di Lenin, il processo rivoluzionario deve condurre all'instaurazione di una repubblica socialista mondiale (di cui l'URSS avrebbe rappresentato il primo embrione) e ha dunque un carattere internazionale. In effetti per Lenin è proprio la maturazione delle condizioni per l'abbattimento del capitalismo a livello globale che rendono possibile la rivoluzione sociale anche in un Paese arretrato come la Russia, "l'anello più debole della catena imperialista mondiale"; questa posizione mette il leninismo in contrapposizione con un certo preteso "marxismo ortodosso" (per es., menscevico) che restava rigidamente aderente alla previsione marxiana secondo cui la rivoluzione si sarebbe avviata nei Paesi più progrediti dell'Europa occidentale (in realtà lo stesso Karl Marx valutò in alcuni scritti la possibilità che la Russia arrivasse ad una rivoluzione comunista prima dell'Occidente).
Secondo questi critici delle posizioni di Lenin, la Russia e Paesi simili avrebbero dovuto prima attraversare una fase democratica e capitalista, e solo successivamente sarebbero maturate le condizioni per la rivoluzione proletaria; Lenin riteneva che questa posizione non prendesse in adeguata considerazione quanto nel XX secolo le borghesie nazionali dei Paesi arretrati fossero strettamente legate economicamente e politicamente alle classi reazionarie e a posizioni conservatrici che rendevano loro impossibile, anche per il terrore che nutrivano nei confronti del movimento operaio, una riproposizione delle classiche rivoluzioni borghesi sullo stile della Rivoluzione francese del 1789. Ad ogni modo, la dottrina leninista prevedeva che la presa del potere da parte del proletariato in un Paese come la Russia fosse soltanto "il segnale" per l'inizio di una rivoluzione perlomeno su scala europea.

### Lo Stato e la rivoluzione
Il leninismo affronta approfonditamente il tema dell'organizzazione politica del proletariato dopo che abbia preso il potere. In questo si rifà alle concezioni di Marx basate sull'esperienza della Comune di Parigi. Nel testo Stato e Rivoluzione, scritto nel bel mezzo dell'anno rivoluzionario 1917, Lenin prefigura uno Stato di tipo consiliare (ossia una repubblica socialista sovietica, come suggerito dalla concreta esperienza dei consigli operai e contadini in Russia) ispirato ai principî organizzativi comunardi: eleggibilità e revocabilità di tutti i funzionari pubblici, unità del potere legislativo ed esecutivo, rotazione delle cariche e controllo rigido sui salari dei funzionari pubblici per evitare la formazione di una burocrazia, esercito permanente sostituito dal popolo in armi. In "La rivoluzione proletaria e il rinnegato Kautsky" Lenin criticava il leader socialista rivoluzionario tedesco e affermava la necessità della «violenza rivoluzionaria del proletariato contro la borghesia» e continuava: «Non essendo lo Stato altro che un’istituzione temporanea di cui ci si deve servire nella lotta, nella rivoluzione, per tener soggiogati con la forza i propri nemici, parlare di uno “Stato popolare libero” come aveva affermato il leader tedesco è pura assurdità: finché il proletariato ha bisogno dello Stato, ne ha bisogno non nell’interesse della libertà, ma nell’interesse dell’assoggettamento dei suoi avversari».
In polemica sia con le concezioni anarchiche sia con quelle riformiste, Lenin afferma che l'originaria concezione di Marx ed Engels vede lo Stato operaio come un "semiStato" in via d'estinzione. Questo si appresta a estinguersi quando la caduta del capitalismo su scala mondiale e l'elevazione delle condizioni sociali e culturali dei lavoratori lo renderanno superfluo.

## Critiche

### Opposizione proveniente da altri marxisti dell'epoca di Lenin
L'opposizione al Leninismo può essere ricondotta alla divisione della Socialdemocrazia russa in menscevichi e bolscevichi, fazioni risalenti al II Congresso della RSDLP. L'opposizione menscevica al leninismo e al bolscevismo era essenzialmente basata sulla natura autoritaria dei metodi con i quali Lenin voleva raggiungere uno Stato socialista. Tale opposizione fu solo inasprita a seguito della Rivoluzione d'ottobre, come, per esempio, nel caso della denuncia di Julius Martov della reintroduzione della pena di morte.
L'Anti-leninismo nel contesto del comunismo russo può essere visto come la reazione degli individui che Lenin rimosse dal potere durante il suo comando tra il 1917 e il 1924. Quest'anti-leninismo proveniva sia da moderati, che vedevano politiche quali il comunismo di guerra troppo estreme, che da posizioni più radicali, che vedevano politiche come la NEP una capitolazione nel capitalismo.

### Opposizione dei non marxisti
L'iniziale opposizione al leninismo fu tenuta dai fedeli dello zar e lo status quo della società russa prima del 1917. Questa opposizione può essere vista nell'espulsione di Lenin in Svizzera.
L'opposizione al Leninismo può essere anche vista in termini di coloro i quali, individui e Stati, volevano la rimozione di Lenin quando al potere. Questo fu illustrato bene durante la guerra civile russa quando potenze straniere aiutarono l'Armata Bianca nel suo intento di cacciare Lenin. Durante questo periodo vi furono opposizioni dello Stato polacco al Soviet di Guerra Polacco.
Vi fu anche un'opposizione anarchica al leninismo, largamente soppressa in URSS.

### Opposizione dei marxisti successivi all'ideologia leninista
Tale opposizione è proveniente da altri marxisti i quali credono che gli ideali del comunismo/socialismo furono traditi dalla rivoluzione russa che non fu altro che una forma di capitalismo di Stato, estremizzato con l'idea stalinista del socialismo in un solo paese, che tradiva l'internazionalismo.
Da non dimenticare che dalla presa di potere dei Bolscevichi in Russia nel 1917, in Germania Rosa Luxemburg e gli spartachisti denunciarono l'impostazione gerarchica leninista, fondando il socialismo rivoluzionario, una particolare visione del socialismo massimalista non inclusa nel movimento comunista. Da questa fazione Spartachista nacque più tardi la cosiddetta Ultra Sinistra, principalmente tedesca, olandese e italiana. I maggiori esponenti dell'Ultra Sinistra o Sinistra comunista furono Anton Pannekoek, Paul Mattick, Otto Rühle e Herman Gorter.
Bisogna però d'altro canto chiarire che a criticare in questo senso il leninismo è solo una frazione della cosiddetta Sinistra Comunista, un'altra fazione, in particolar modo in Italia, difende il leninismo e rivendica come proletaria la rivoluzione d'ottobre aggiudicando il fallimento della rivoluzione in Russia alla sua arretratezza economica e all'isolamento internazionale, dovuto alla sconfitta della rivoluzione in occidente, che aprirono la strada allo Stalinismo.
Tra i marxisti anti-leninisti è da annoverare anche Salvador Allende, presidente cileno dal 1970 al 1973, il quale rifiutava il concetto di dittatura del proletariato, la visione gerarchica della burocrazia di partito e il monopartitismo, in vigore nella maggioranza dei cosiddetti stati socialisti "reali".